# Wentzwiller

Wentzwiller este o comună în departamentul Haut-Rhin din estul Franței. În 2009 avea o populație de 716 de locuitori.

## Evoluția populației
| An        | 1975 | 1982 | 1990 | 1999 | 2006 | 2009 |
| --------- | ---- | ---- | ---- | ---- | ---- | ---- |
| Populație | 530  | 566  | 529  | 554  | 678  | 716  |